# Раковский сельсовет (Минская область)
Раковский сельсовет (белор. Ракаўскі сельсавет) — административная единица на территории Воложинского района Минской области Беларуси.
Административный центр — агрогородок Раков.

## История
Раковский сельский Совет с административным центром в деревне Раков образован 16 июля 1954 года в составе Радошковичского района Молодечненской области БССР.

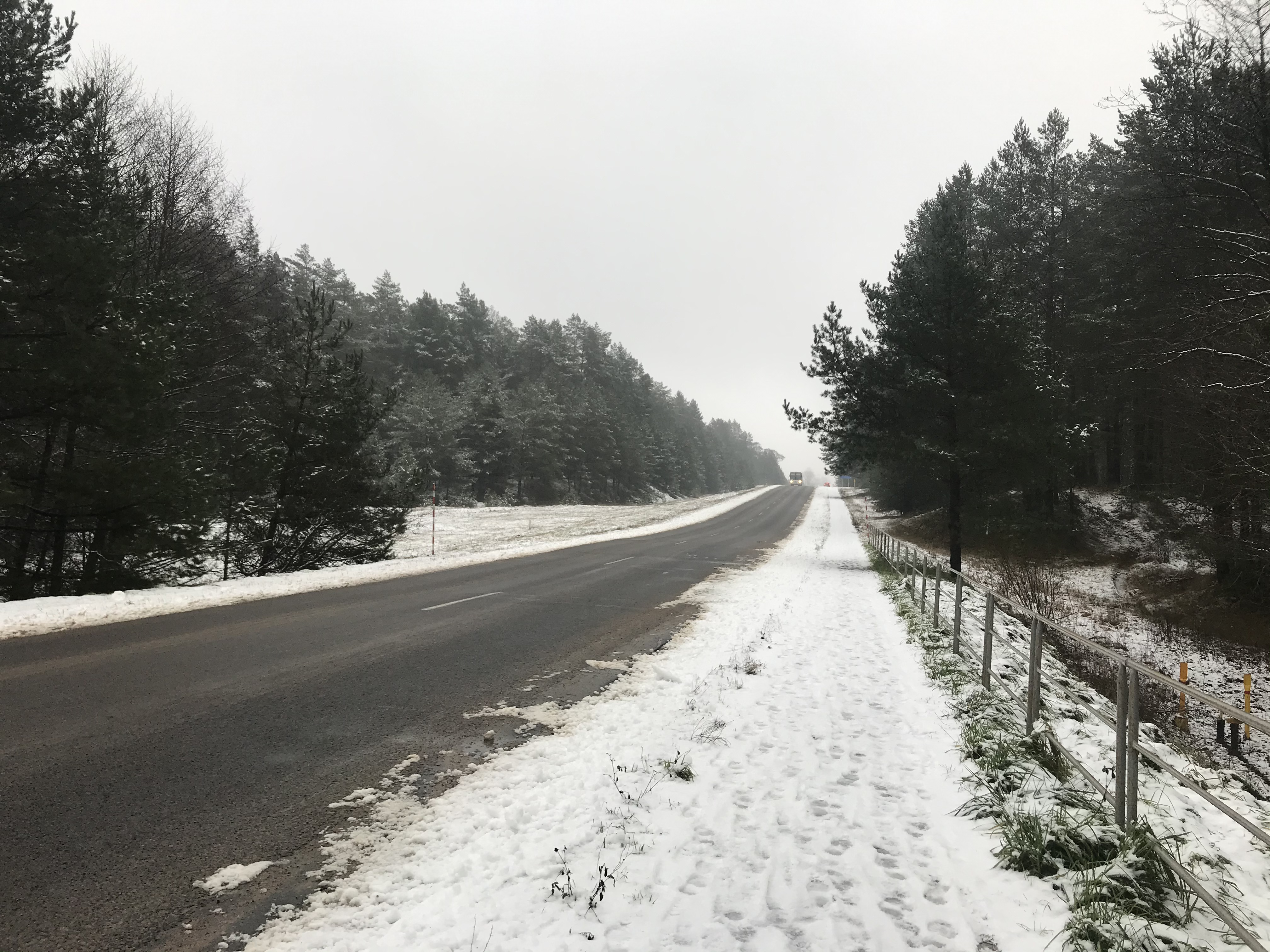
Автодорога Раков - Воложин возле Ракова

С 12 октября 1940 года городской поселок Раков входил в состав Выгоничанского сельского Совета Радошковичского района Вилейской области БССР.
С 20 января 1960 года в составе Воложинского района Минской области БССР.
В ходе реформы 2007 г. деревня Раков была преобразована в агрогородок Раков.
С 28 июня 2013 года изменены границы Раковского сельсовета, в состав которого включена территория упразднённого Залесского сельсовета с 22 населёнными пунктами и населением 845 человек, а также деревня Новины с населением 28 человек, входившая в состав упразднённого Яршевичского сельсовета.
Всего в новом составе Раковский сельсовет на площади около 200 км2 объединяет 64 населённых пункта.

## Состав
Населённые пункты Раковского сельсовета:
- Богданово — деревня.
- Бокачи — деревня.
- Борок — деревня.
- Будровщина — деревня.
- Бузуны — деревня.
- Великие Кривичи — деревня.
- Венглинщина — деревня.
- Волковщина  — деревня.
- Выгоничи — деревня.
- Гаище — деревня.
- Гервели — деревня.
- Гермашишки — деревня.
- Гиневичи — деревня.
- Гиревичи — деревня.
- Грицковщина — деревня.
- Дубоши — деревня.
- Душково — деревня.
- Заблоцковщина — деревня.
- Залесье — деревня.
- Заречье — деревня.
- Зверки — деревня.
- Казаки — деревня.
- Карнютки — деревня.
- Корабли — деревня.
- Костюки — деревня.
- Кречевцы — деревня.
- Криница — деревня.
- Крупщина — деревня.
- Кучкуны — деревня.
- Лабы — деревня.
- Легезы — деревня.
- Лесковка — деревня.
- Малые Кривичи — деревня.
- Мацевичи — деревня.
- Междуречье — деревня.
- Михалово — деревня.
- Моньки — деревня.
- Новины — деревня.
- Новый Двор — деревня.
- Огородники — деревня.
- Орловщина — деревня.
- Оровщина — деревня.
- Пеликшты — деревня.
- Пережери — деревня.
- Полочанка — деревня.
- Поморщина — деревня.
- Пугачи — деревня.
- Раков — агрогородок.
- Ратынцы — деревня.
- Русаки — деревня.
- Сидоровцы — деревня.
- Соловьи — деревня.
- Сосновцы — деревня.
- Старый Раков — деревня.
- Стецки — деревня.
- Стражевщина — деревня.
- Страплевцы — деревня.
- Татарские — деревня.
- Татары — деревня
- Турковщина — деревня
- Шаповалы — деревня
- Эпимахи — деревня.
- Юржишки — деревня.
- Яцевщина — деревня.

## Численность населения
- 1994 — 2996 чел., 1186 хоз.
- 2011 — 3933 чел., 1985 хоз.
- 2014 — 5160 чел., в том числе 2848 трудоспособных (56 %), 1315 пенсионеров (25 %), 997 чел. моложе трудоспособного возраста (19 %); 2002 хоз.
- 2020 —  5443 чел., в том числе 3038 трудоспособных, 1278 пенсионеров, 1127 человек моложе трудоспособного возраста.

## Экономика

### Дорожное хозяйство
В Ракове находится ДРСУ № 167 - филиал КУП "Минскоблдорстрой".

### Транспорт
Недалеко от Ракова проходит международная автомобильная трасса М6 Минск - Гродно / М7 Минск - Вильнюс. В самом Ракове находится автостанция, с которой отправляются автобусы в Минск и Воложин, а также в близлежащие населённые пункты.

### Туризм
На территории Раковского сельсовета находится санаторий, несколько домов отдыха, детских оздоровительных лагерей. Развитию оздоровительного туризма способствует природа региона - сосновые и смешанные леса, чистая река Ислочь. Завораживающая красота, а также мягкий климат региона притягивают туристов как из Белоруссии, так и из других стран бывшего СССР. Наиболее известными и популярными местами отдыха туристов являются санаторий Национальной Академии наук Республики Беларусь «Ислочь», оздоровительный комплекс «Ислочь-Парк», спортивно-оздоровительная база «Галактика».

## Медицинские учреждения
На территории сельсовета расположены детский центр медицинской реабилитации «Пралеска», медико-социальное учреждение «Раковский психоневрологический Дом-интернат», 2 учреждения здравоохранения районного подчинения.

## Сфера обслуживания населения
К услугам населения имеются: 3 библиотеки, 2 музея, дом быта, 2 отделения почтовой связи, магазины, кафе, ресторан, рынок.

## Образование, культура и спорт
На территории сельсовета находятся 2 учреждения общего среднего образования (Раковая средняя школа и Пугачевский учебно-воспитательный комплекс), 3 учреждения дошкольного образования (в Ракове, Пугачах и Выгоничах). Имеются также центр народного творчества, Дом культуры, детская школа искусств, спортивные площадки. 

## Религия
В Ракове и окрестностях расположены следующие учреждения:
- Храм Преображения Господня
- Костёл Богоматери Святого Розария в агрогородке Раков
- Молитвенный дом христиан веры Евангельской

## Достопримечательность
- Ледниковый конгломерат и песчаник у шоссе Минск — Воложин около агрогородка Раков
- Древнее Городище в агрогородке Раков
- Брама Склеп-усыпальница Друцких-Любецких (1920-е) в агрогородке Раков
- Этнографический музей Феликса Янушкевича в агрогородке Раков
- Эко-музей "Мир пчёл" в деревне Борок